# Fjodor Ščerbatskoj
Fjodor Ščerbatskoj, rusky Фёдор Ипполи́тович Щербатско́й (Щербатский), (19. září 1866 Kielce – 18. března 1942 Burabai, Kazašská SSR) byl ruský indolog specializující se na buddhismus. Je považován za zakladatele vědeckých studií buddhistické filozofie v západním světě.

## Život a dílo
Studoval v lyceu Carském Sele a později na Petrohradské státní univerzitě, kde jeho učiteli byli Ivan Minajev a Sergej Oldenburg. Poté odjel do zahraničí a studoval indickou poezii ve Vídni u Georga Bühlera a buddhistickou filozofii v Bonnu u Hermanna Jakobiho. V roce 1897 založil s Oldenburgem Bibliotheca Buddhica, sbírku vzácných buddhistických textů. V roce 1903, po cestě po Indii a Mongolsku, vydal Ščerbatskoj v ruštině svou knihu Epistemologie a logika podle učení pozdějších buddhistů. V roce 1924 se Ščerbatskoj vydal na vědeckou cestu do Burjatska. V roce 1928 založil v Leningradu Institut pro buddhistickou kulturu. Jeho dílo Buddhistická logika mělo obrovský vliv na buddhistická studia. V roce 1931 byl zvolen členem korespondentem Göttingenské akademie věd. V letech 1930-1942 byl vedoucím indo-tibetského kabinetu Institutu orientalistiky Akademie věd SSSR. V roce 1937 byl Ščerbatskoj ostře kritizován a mnoho jeho studentů bylo během boje proti idealismu v orientalistice represováno. V roce 1941, po začátku války, byl se skupinou vědců evakuován do vesnice Borovoje v severním Kazachstánu, kde 18. března 1942 zemřel.
Jeho znalost sanskrtu a tibetštiny mu vynesla respekt Rabíndranátha Thákura a Džaváharlála Néhrúa. Debiprasad Čattopadhjaja o Ščerbatském řekl, že pomohl Indům objevit jejich vlastní minulost a rozvinout správný pohled na jejich filozofické dědictví. Encyklopedie Britannica ho popisuje jako „přední západní autoritu v buddhistické filozofii“.